# Tour des Scipion
La tour des Scipion est un tombeau ou un cénotaphe romain près de Tarragone, dans la province espagnole de Catalogne.
Ce monument, qui a longtemps été considéré par erreur comme la sépulture des frères Publius Cornelius Scipio et Cnaeus Cornelius Scipio Calvus, est en réalité beaucoup plus récent puisqu'il date vraisemblablement de la première moitié du Ier siècle apr. J.-C. ; il est érigé en bordure de la Via Augusta.

## Localisation
La tour est un monument de l'ancienne cité de Tarraco (province romaine de Tarraconaise). À environ 6 km au nord-est de la ville antique, elle est édifiée en bordure de la Via Augusta qui longe alors la mer Méditerranée et à laquelle elle fait face ; d'autres sépultures jalonnent peut-être aussi la voie. À l'époque romaine, il est commun d'enterrer les morts près des voies, dans des nécropoles situées hors des limites des villes.
Dans la ville moderne de Tarragone, la tour est implantée sur le bord nord de la route nationale N-340 qui dans ce secteur reprend exactement le tracé de la Via Augusta. Cette tombe est la plus connue de la région de Tarragone.

## Historique et dénomination
Aucun indice en permet de dater précisément ce monument. Toutefois, les études menées en 1966 suggèrent une construction dans la première moitié du Ier siècle apr. J.-C..

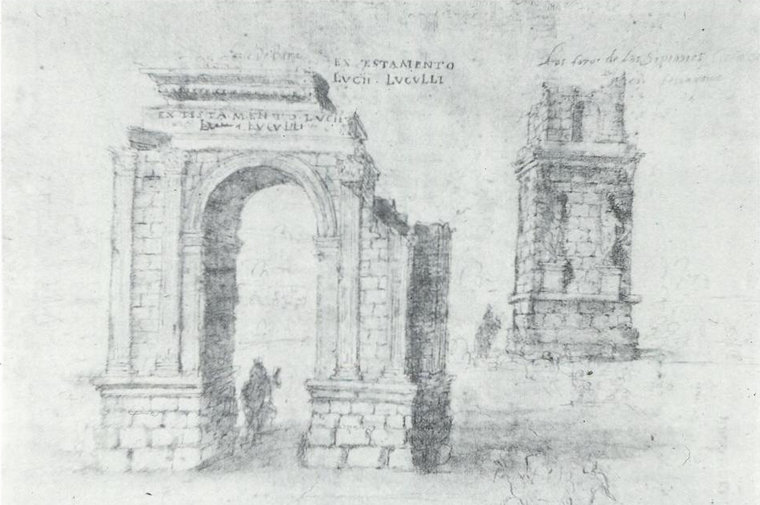
L'arc de Berà et la tour des Scipion dessinés par A. van den Wyngaerde.

Vers 1565, un dessin d'Anton van den Wyngaerde montre la tour dans un état assez peu différent de celui qu'elle présente au XXe siècle.
La tour des Scipion est déclarée « monument historique et artistique national » en 1926 ; elle est l'un des éléments de l'« ensemble archéologique de Tarragone », inscrit en 2000 sur la liste du patrimoine mondial par l'UNESCO, sous l'identification 875-010.
En 2012 des travaux de consolidation sont entrepris pour assurer la conservation du monument mais ce dernier est frappé par la foudre en avril 2022 ; la partie supérieure et plusieurs blocs de la façade principale sont détériorés.
La tour est un monument funéraire élevé à la mémoire d'une riche famille terrienne de la région de Tarragone, mais aucune précision supplémentaire ne peut être apportée. L'absence d'inscription dédicatoire — peut-être située entre les deux représentations d'Attis, si elle a existé — ne permet aucune attribution.
La dénomination de ce monument vient de l’identification erronée des deux personnages sculptés sur la paroi comme étant les frères Publius Cornelius Scipio et Cnaeus Cornelius Scipio Calvus qui conduisirent la première armée romaine qui intervint en Espagne, et qui stationnèrent à Tarragone. Une inscription sur la tour, dont seules trois lettres « ORN » restent aisément déchiffrables, a pu évoquer les frères Cornelius Scipion. La mort des deux frères, loin de Tarragone et en 211 av. J.-C., est bien antérieure à l'édification de la tour. Cette confusion, dont l'origine semble remonter au XVIe siècle avec la publication d'un ouvrage de Joan Margarit i Pau, évêque de Gérone, perdure jusqu'au XIXe siècle.

## Description
Sa structure est celle d'une tour revêtue d'un parement en grand appareil en grès d'origine locale ; elle conserve une hauteur maximale de 9,17 mètres. Elle est constituée de trois parties superposées de dimensions décroissantes.
Le socle de plan presque carré (4,40 × 4,70 m) est fait de gros blocs hauts de 60 à 63 cm et longs de 1,50 ou 1,80 m disposés en longueur sur trois niveaux. Ces blocs sont ajustés avec une grande précision. Le socle ainsi constitué mesure 1,89 m de haut du côté sud (façade principale) et 1,48 m côté nord.

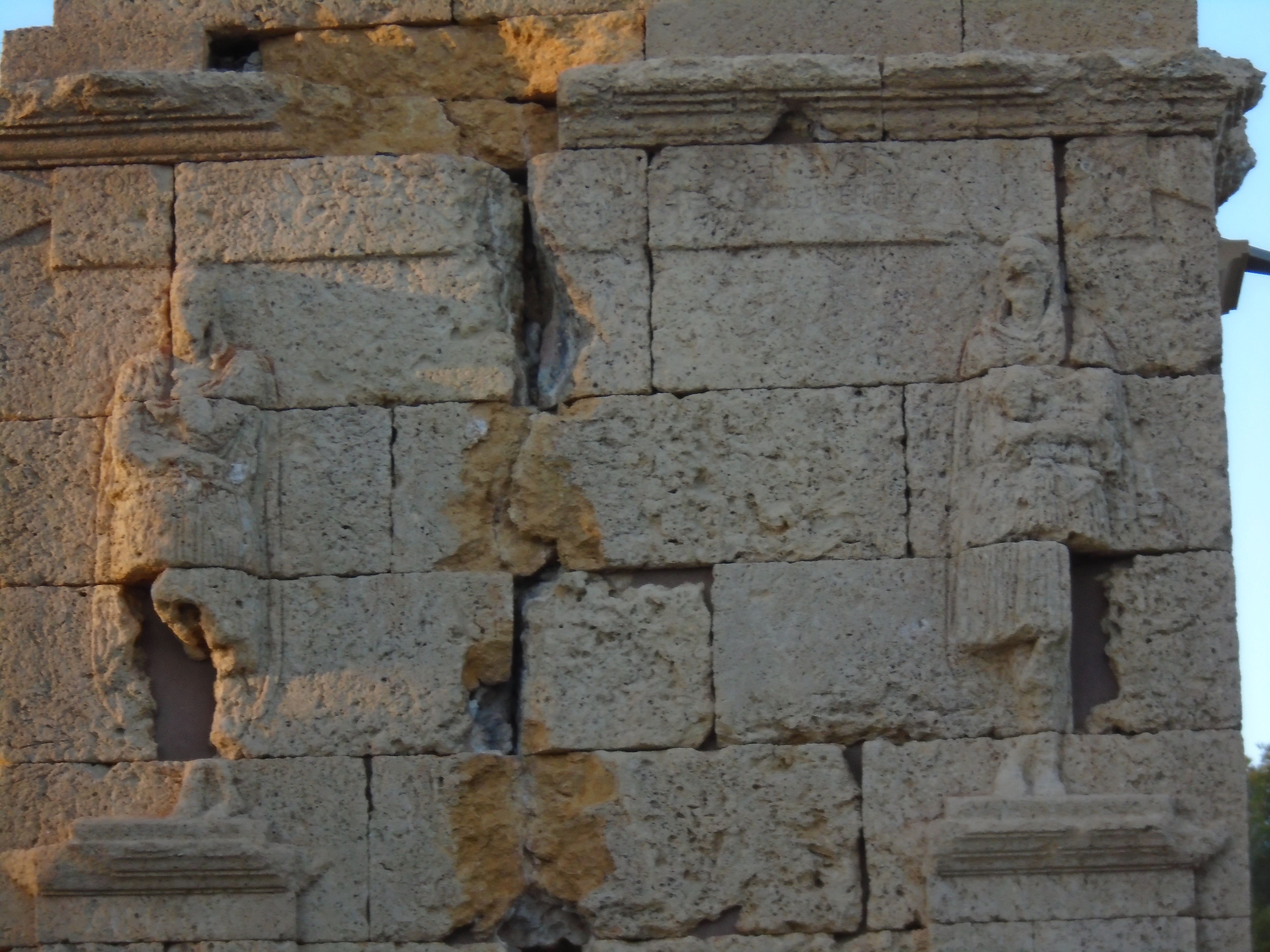
Détail des sculptures du corps central.

Le corps central est séparé du précédent par une moulure. Il mesure 4,05 m de côté et sa hauteur atteint 3,80 m. Sa face principale, visible depuis la Via Augusta, est doté de deux figures en haut-relief et sur lesquelles figure une inscription. Ces deux bas-reliefs, grandeur nature, ainsi que les socles hauts de 1,17 m sur lesquels ils reposent, sont sculptés dans les pierres en opus quadratum qui composent cet étage du monument. Leurs vêtements suggèrent une origine orientale et rapportent à des figurations du dieu funéraire Attis, dont le mythe s'est répandu à partir de la Phrygie.
| Image externe |                                               |
|               | Proposition de restitution sur tarraco360.com |

Le troisième niveau, sur une base carrée de 3,36 m de côté, est haut de 3,22 m mais au moins une rangée supplémentaire de blocs, peut-être une corniche, doit avoir existé. Une moulure le sépare du corps central. Il possède deux figures en bas-relief gravées à l'intérieur d'un motif surmonté par un arc en plein cintre figurant une niche ; elles représentent probablement les défunts qui y furent enterrés. En haut de cet étage, côté nord, des vestiges d'enduit suggèrent que tout le monument a pu être décoré de cette manière ou peint.
La tour était auparavant couronnée d'une pyramide qui n'a pas été conservée, cette forme géométrique étant la plus plausible en raison du plan carré du monument.